# Paddington
Pour les articles homonymes, voir Paddington (homonymie).
Paddington (prononcé en anglais : [pædɪŋtən]) est un quartier situé dans l'arrondissement de la Cité de Westminster. Avant 1965, il était le centre de son propre arrondissement.

## Origine du nom
Paddington vient d'une locution du vieil anglais traduite par : « la ferme de Padda » :
- Padda est un nom propre en vieil anglais correspondant au prénom Patrick.
- ing signifie lieu
- tun désigne un établissement agricole.

Le nom de Padington est mentionné à partir de 1056.

## Bâtiments remarquables et lieux de mémoire
- La gare de Paddington, qui fut construite entre les années 1850 et 1854. Elle fut conçue par Isambard Kingdom Brunel et Matthew Digby Wyatt.
- Le St Mary's Hospital et son école d'infirmières.
- La Centrale de Police de haute sécurité de Paddington Green police station. La cabine téléphonique située devant la Centrale fut la cible d'un attentat de l'IRA un matin de 1991.
- L'église paroissiale Saint-James, Sussex Gardens.
- Le Hellenic Centre.

## Personnalités
- Athelstan Riley (1858-1945), écrivain, y est né.
- David Suchet, acteur, est né dans le quartier le 2 mai 1946.
- Kiefer Sutherland, acteur et chanteur né lui aussi dans ce quartier avec sa sœur jumelle Rachel le 21 décembre 1966.
- Olivia d'Abo est également née à Paddington le 22 janvier 1969. Elle est actrice et chanteuse.
- Joan Collins est une actrice anglaise née le 23 mai 1933.
- Chris Vance est un acteur anglais né le 30 décembre 1971.
- Andy Fraser, (1952-2015) bassiste et pianiste du groupe de musique Free avait vu le jour dans ce quartier.
- Plusieurs membres de la famille royale britannique, de Harry de Sussex à son frère William de Galles en passant par les trois enfants de ce dernier : George, Charlotte et Louis.
- Matt Lucas, qui incarne Nardole dans Doctor Who, a vu le jour dans ce quartier le 5 mars 1974.

## Dans la culture populaire

### Littérature
- L'Ours Paddington (Paddington Bear) est un ours de fiction créé en 1958 par l'écrivain britannique Michael Bond.

### Cinéma
- Paddington est l'adaptation cinématographique de la série de livres de Michael Bond réalisé en 2014 par Paul King.
- Paddington 2 est la suite de l'adaptation cinématographique de la série de livres de Michael Bond réalisé en 2017 par Paul King.
- Paddington au Pérou est la suite de l'adaptation cinématographique de la série de livres de Michael Bond réalisé en 2024 par Dougal Wilson.

### Sport
- Paddington, un cheval de course né en 2020, entraîné en Irlande